# NASCAR Grand National de 1960
A Temporada da NASCAR Grand National de 1960 foi a 12º edição da Nascar, com 44 etapas disputadas o campeão foi Rex White.

## Calendário
| N. | Data         | Corridas                   | Circuito                        | Campeão          | Segundo          | Terceiro         |
| 1  | 8 november   | Race 1                     | Southern States Fairgrounds     | Jack Smith       | Bob Welborn      | Buck Baker       |
| 2  | 26 november  | Race 2                     | Columbia Speedway               | Ned Jarrett      | Jack Smith       | Joe Lee Johnson  |
| 3  | 12 februari  | Daytona 500 Qualifier #1   | Daytona International Speedway  | Fireball Roberts | Cotton Owens     | Fred Lorenzen    |
| 4  | 12 februari  | Daytona 500 Qualifier #2   | Daytona International Speedway  | Jack Smith       | Bobby Johns      | Jim Reed         |
| 5  | 14 februari  | Daytona 500                | Daytona International Speedway  | Junior Johnson   | Bobby Johns      | Richard Petty    |
| 6  | 28 februari  | Race 6                     | Southern States Fairgrounds     | Richard Petty    | Rex White        | Doug Yates       |
| 7  | 27 maart     | Gwyn Staley 160            | North Wilkesboro Speedway       | Lee Petty        | Rex White        | Glen Wood        |
| 8  | 3 april      | Copper Cup 100             | Arizona State Fairgrounds       | John Rostek      | Mel Larson       | Scotty Cain      |
| 9  | 3 april      | Race 9                     | Columbia Speedway               | Rex White        | Buck Baker       | Doug Yates       |
| 10 | 10 april     | Virginia 500               | Martinsville Speedway           | Richard Petty    | Jimmy Massey     | Glen Wood        |
| 11 | 16 april     | Hickory 250                | Hickory Motor Speedway          | Joe Weatherly    | Ned Jarrett      | Richard Petty    |
| 12 | 17 april     | Race 12                    | Wilson Speedway                 | Joe Weatherly    | Lee Petty        | Tom Pistone      |
| 13 | 18 april     | Race 13                    | Bowman Gray Stadium             | Glen Wood        | Rex White        | Jimmy Massey     |
| 14 | 23 april     | Greenville 200             | Greenville-Pickens Speedway     | Ned Jarrett      | Lee Petty        | Richard Petty    |
| 15 | 24 april     | Race 15                    | Asheville-Weaverville Speedway  | Lee Petty        | Joe Lee Johnson  | Ned Jarrett      |
| 16 | 14 mei       | Rebel 300                  | Darlington Raceway              | Joe Weatherly    | Richard Petty    | Rex White        |
| 17 | 28 mei       | Race 17                    | Piedmont Interstate Fairgrounds | Ned Jarrett      | Lee Petty        | Cotton Owens     |
| 18 | 29 mei       | Race 18                    | Occoneechee Speedway            | Lee Petty        | Ned Jarrett      | Jack Smith       |
| 19 | 5 juni       | Richmond 200               | Richmond International Raceway  | Lee Petty        | Rex White        | Ned Jarrett      |
| 20 | 12 juni      | California 250             | Marchbanks Speedway             | Marvin Porter    | Joe Weatherly    | John Rostek      |
| 21 | 19 juni      | World 600                  | Charlotte Motor Speedway        | Joe Lee Johnson  | Johnny Beauchamp | Bobby Johns      |
| 22 | 26 juni      | International 200          | Bowman Gray Stadium             | Glen Wood        | Lee Petty        | Rex White        |
| 23 | 4 juli       | Firecracker 250            | Daytona International Speedway  | Jack Smith       | Cotton Owens     | Fireball Roberts |
| 24 | 10 juli      | Race 24                    | Heidelberg Raceway              | Lee Petty        | Richard Petty    | Rex White        |
| 25 | 17 juli      | Empire State 200           | Montgomery Air Base             | Rex White        | Richard Petty    | Lee Petty        |
| 26 | 23 juli      | Race 26                    | Rambi Raceway                   | Buck Baker       | Lee Petty        | Rex White        |
| 27 | 31 juli      | Dixie 300                  | Atlanta Motor Speedway          | Fireball Roberts | Cotton Owens     | Jack Smith       |
| 28 | 3 augustus   | Race 28                    | Dixie Speedway                  | Ned Jarrett      | Richard Petty    | Lee Petty        |
| 29 | 7 augustus   | Nashville 400              | Music City Motorplex            | Johnny Beauchamp | Rex White        | Buck Baker       |
| 30 | 14 augustus  | Western North Carolina 500 | Asheville-Weaverville Speedway  | Rex White        | Possum Jones     | Emanuel Zervakis |
| 31 | 16 augustus  | Race 31                    | Piedmont Interstate Fairgrounds | Cotton Owens     | Lee Petty        | Junior Johnson   |
| 32 | 18 augustus  | Race 32                    | Columbia Speedway               | Rex White        | Richard Petty    | Buck Baker       |
| 33 | 20 augustus  | Race 33                    | South Boston Speedway           | Junior Johnson   | Possum Jones     | Rex White        |
| 34 | 23 augustus  | Race 34                    | Bowman Gray Stadium             | Glen Wood        | Lee Petty        | Junior Johnson   |
| 35 | 5 september  | Southern 500               | Darlington Raceway              | Buck Baker       | Rex White        | Jim Paschal      |
| 36 | 9 september  | Buddy Shuman 250           | Hickory Motor Speedway          | Junior Johnson   | Possum Jones     | Rex White        |
| 37 | 11 september | Race 37                    | California State Fairgrounds    | Jim Cook         | Scotty Cain      | Lloyd Dane       |
| 38 | 15 september | Race 38                    | Gamecock Speedway               | Ned Jarrett      | David Pearson    | Junior Johnson   |
| 39 | 18 september | Race 39                    | Occoneechee Speedway            | Richard Petty    | Ned Jarrett      | Rex White        |
| 40 | 25 september | Old Dominion 500           | Martinsville Speedway           | Rex White        | Joe Weatherly    | Junior Johnson   |
| 41 | 2 oktober    | Wilkes 200                 | North Wilkesboro Speedway       | Rex White        | Junior Johnson   | Possum Jones     |
| 42 | 16 oktober   | National 400               | Charlotte Motor Speedway        | Speedy Thompson  | Richard Petty    | Ned Jarrett      |
| 43 | 23 oktober   | Capital City 200           | Richmond International Raceway  | Speedy Thompson  | Junior Johnson   | Ned Jarrett      |
| 44 | 30 oktober   | Atlanta 500                | Atlanta Motor Speedway          | Bobby Johns      | Johnny Allen     | Jim Paschal      |

## Classificação final
| 1  | Rex White        | 21164 |
| 2  | Richard Petty    | 17228 |
| 3  | Bobby Johns      | 14964 |
| 4  | Buck Baker       | 14674 |
| 5  | Ned Jarrett      | 14660 |
| 6  | Lee Petty        | 14510 |
| 7  | Junior Johnson   | 9932  |
| 8  | Emanuel Zervakis | 9720  |
| 9  | Jim Paschal      | 8968  |
| 10 | Banjo Matthews   | 8458  |